# 신현돈 (1955년)
신현돈(申鉉惇, 1955년 11월 29일 충청북도 괴산 출생)은 대한민국의 前 육군 군인이다. 육군사관학교를 35기로 졸업하고 육군 제1사단장, 합참 작전기획부장, 육군 특수전사령관, 합참 작전본부장, 합참 군사지원본부장 등의 주요 작전관계직을 역임하고 2013년 9월 27일 제38대 대한민국 육군 제1야전군사령관으로 취임했다. 2012년에는 노크 귀순 사건과 관련해 문책을 받고 합참 작전본부장에서 합참 군사지원본부장으로 전보된 바 있다. 박근혜 대통령의 해외 순방으로 군사대비태세 기간 중인 2014년 6월 19일, 동창들과의 음주 후 휴게소에서 민간인과 충돌한 사건으로 조사가 진행되자 결국 자진 전역했다.

## 학력
- 목도초등학교(47회) 졸업
- 목도중학교(15회) 졸업
- 청주고등학교(48회) 졸업
- 육군사관학교 제35기 학사
- 육군보병학교 졸업
- 육군기계화학교 졸업

## 약력
- 제28보병사단 대대장 / 작전참모 (중령)
- 50사단 120연대장 (대령)
- 육군본부 기획홍보과장 (대령)
- 합동참모본부 합동작전과장 (대령)
- 국방부 대변인 (준장)
- 3야전군사령부 작전처장 (준장)
- 합동참모본부 전략기획차장 (준장)
- 1사단장 (소장)
- 합동참모본부 작전기획부장 (소장)
- 특수전사령관 (중장)
- 합동참모본부 작전본부장 (중장)
- 합동참모본부 군사지원본부장 (중장)
- 1야전군사령관 (대장)
- 청주대학교 군사학과 초빙교수

## 논란
2014년 6월 19일, 박근혜 대통령의 카자흐스탄 방문으로 인한 군사대비태세 기간 중 모교인 청주고교에서 안보강연을 마치고 동창들과 술자리를 가졌다. 술자리를 파하고 술에 만취해 복귀하던 중 휴게소 화장실을 들렀는데, 이 때 수행원들이 민간인들의 휴게소 화장실 출입을 통제하여 분노한 민간인이 수방사에 민원을 제기했다. 수방사에서는 1군사령부에 민원을 이첩했고, 신현돈 사령관은 다음날 해당 민원인에게 전화로 사과했다. 국방부는 이 같은 사실을 약 3달간 은폐했다는 비판을 받고 있다. 위 사건으로 인해 2014년 9월 2일 자진 전역했다.

## 같이 보기
- 김관진
- 장준규

| 전임 박성규 | 제38대 대한민국의 1야전군사령관 2013년 9월 27일 ~ 2014년 9월 2일 | 후임 장준규 |

| 전임 최용림 | 제22대 특수전사령관 2010년 12월 27일 ~ 2011년 11월 16일 | 후임 최익봉 |